# Rendez-vous avec le destin (court métrage)
Pour les articles homonymes, voir Rendez-vous avec le destin.
Pour plus de détails, voir Fiche technique et Distribution.
Rendez-vous avec le destin (Playdate with Destiny en version originale) est un court métrage d'animation en 3D américain mettant en vedette Maggie Simpson de la série télévisée d'animation Les Simpson.
Il est diffusé dans les cinémas avant le film En avant de Pixar, sorti le 6 mars 2020 aux États-Unis. Ce court-métrage est la troisième sortie cinématographique de la franchise des Simpson après le film sorti en 2007 et le court-métrage Dure journée pour Maggie sorti en 2012. Il est en relation avec l'épisode L'Incroyable Légèreté d'être un bébé, diffusé le 19 avril 2020 dans le cadre de la 31e saison de la série,.